# Robert de Sablé
Robert de Sablé, a volte chiamato anche Robert IV de Sablé e italianizzato talvolta in Roberto di Sable (Angiò, 1150 circa – Arsuf, 23 settembre 1193), è stato un militare francese, Gran maestro dell'Ordine templare dal 1191 al 1193 e signore di Cipro dal 1191 al 1192.

## Biografia

### Primi anni
Roberto di Sable nacque da un'influente famiglia militare dell'Angiò, contesto che gli permise di divenire comandante angioino e poi, più avanti, vassallo di Riccardo I di Inghilterra. Il suo dominio era circoscritto alle terre della valle del fiume Sarthe, che ereditò nel 1160. Gli succedette la figlia Margaret de Sablé, che sposandosi cedette l'eredità a William des Roches.

### Rivolta in Angiò
Nel 1173 e nell'anno successivo, nella regione dell'Angiò si verificò un violento scontro tra Enrico II d'Inghilterra e i suoi tre figli. Robert mostrò il suo sostegno nei confronti di Enrico il Giovane, uno dei figli di Enrico II. L'insurrezione fallì, ma Robert rimase nelle grazie dei Re Plantageneti, come Riccardo I Cuor di Leone, che costituirà per lui più avanti un personaggio con cui intreccerà la sua carriera militare. Le conseguenze per aver sostenuto la parte uscita sconfitta dalle schermaglie non furono nulle: egli dovette infatti contribuire con ingenti somme alle case monastiche francesi nel 1190 per fare ammenda dei suoi peccati.

### Elezione a Gran maestro
Robert de Sablé fu fortunato nelle circostanze che gli permisero di ottenere la carica di guida dei Templari. Alla morte del suo predecessore Gérard de Ridefort nel 1189, egli non era ancora neppure diventato un membro dei Cavalieri del Tempio.
La cattura e la decapitazione del Gran maestro de Ridefort durante il primo anno di assedio di Acri avevano però comportato un certo ritardo nel decidere l'elezione del nuovo Gran Maestro per diverse motivazioni. I cavalieri anziani, visto quanto accaduto, erano presi dal dibattito sul permettere la presenza o meno dei loro capi sul fronte di guerra. Essi ci impiegarono più di un anno prima di riuscire a rivedere le regole riguardanti il servizio attivo dei Grandi Maestri e quindi procedere alla nuova elezione. Durante questo periodo fu individuata la figura di Robert de Sablé come ipotetica guida dell'ordine, in virtù dell'appoggio di re Riccardo I. Fu a seguito di tale spinta che Robert de Sablé entrò prima a far parte dei Templari, in quanto requisito per essere eleggibile, e poi Gran maestro nel 1191.

### Terza crociata
Nonostante inizialmente Robert de Sablé fosse titolare di poche risorse, la sua potenza fu ingrandita grazie alle campagne crociate a cui lui partecipò, che risultarono fruttuose. La strategia bellica messa in atto in Terra santa da Riccardo Cuor di Leone, assecondata da di Sable, portò ad ottenere molte vittorie, grazie all'uso di truppe esperte e Cavalieri Templari d'élite.

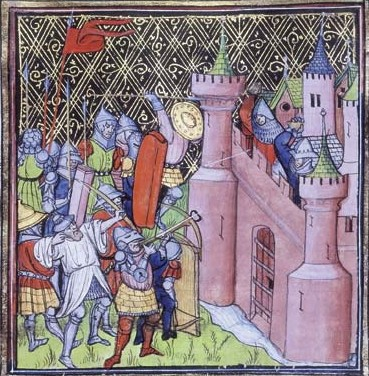
Assedio di Acri in un'illustrazione del XIII secolo

Durante la Terza crociata, i Crociati riuscirono ad espugnare la città di San Giovanni d'Acri, che cadde completamente dopo due anni di attacchi nel luglio del 1191: dopodiché, i cristiani passarono ad assediare numerose fortezze e città più o meno distanti da Acri sulla costa della Palestina, in precedenza perdute.
Il momento migliore per la coalizione crociata fu raggiunto con la battaglia di Arsuf, il 7 settembre 1191. I musulmani di Saladino giungevano allo scontro in una posizione di vantaggio rispetto ai cristiani ed una vittoria appariva l'unica possibilità per risolvere la situazione. Vennero perciò radunate tutte le forze dei crociati, inclusi i Cavalieri Ospitalieri unitisi a loro ranghi, più altri cavalieri dalla terra natia di Sablé, l'Angiò, più il Maine e la Bretagna. Durante la battaglia, i crociati riuscirono ad attirare le truppe saracene su terreni asciutti, su cui potevano avere un vantaggio e romperne i ranghi. A quel punto una parte di essi rimase a combattere mentre altri fuggivano e venivano attaccati dai cavalieri che li incalzavano.
Nonostante la prosopopea delle cronache del tempo, la vittoria fu più morale che effettiva. Ciononostante, la fiducia nei propri mezzi ingenerata negli uomini di Riccardo risultò comunque immensa per aver sconfitto un generale avversario che fino ad allora aveva sbagliato poche mosse.

### Acquisizione di Cipro
Alla fine del 1191, re Riccardo I accettò di vendere Cipro ai Templari per 25.000 pezzi d'argento. Qualche mese prima di giungere ad Acri, Riccardo aveva conquistato l'isola sbaragliando le forze bizantine al soldo di Isacco Comneno di Cipro, imperatore usurpatore di Isacco II Angelo, quello ufficiale. Tuttavia, in seguito non si interessò mai molto di questo possedimento anche per via della sua posizione geografica, assai distante da dove mirava ad agire a sud, tra Israele e Palestina. Mentre i cavalieri Ospitalieri furono capaci di costituirsi solide basi a Rodi, i Templari non fecero lo stesso. Robert de Sablé non riuscì a mantenere Cipro e dopo esserne stato signore per due anni donò (o più probabilmente vendette) l'isola a Guido di Lusignano, Re di Gerusalemme e che costituì ivi il Regno di Cipro.

### Morte
Roberto di Sable si sposò con Clemence de Mayenne, da cui ebbe tre figli.
Robert de Sablé morì il 28 settembre 1193 dopo aver trascorso gli ultimi mesi della sua lunga vita (almeno in relazione alla media d'età del tempo) a continuare a finanziare tramite tasse e introiti vari la guerra che si stava combattendo contro Saladino.

## Videogiochi
Roberto de Sablé compare come personaggio nel videogioco Assassin's Creed, dove è uno degli antagonisti principali. Contrariamente alla realtà, Roberto viene ucciso nel 1191 invece che nel 1193. Nel videogame, Roberto confessa in un dialogo che precede la sua morte, a seguito di un duello in cui viene sconfitto dal protagonista Altaïr Ibn-La'Ahad, i suoi propositi di tradimento ai danni di Riccardo I e le reali intenzioni di Al Mualim. Lo scontro tra Roberto e Altair si tiene la mattina del 7 settembre 1191, giorno in cui si tenne la battaglia di Arsuf a cui Roberto prese effettivamente parte.